# Múmia do Edmontosaurus

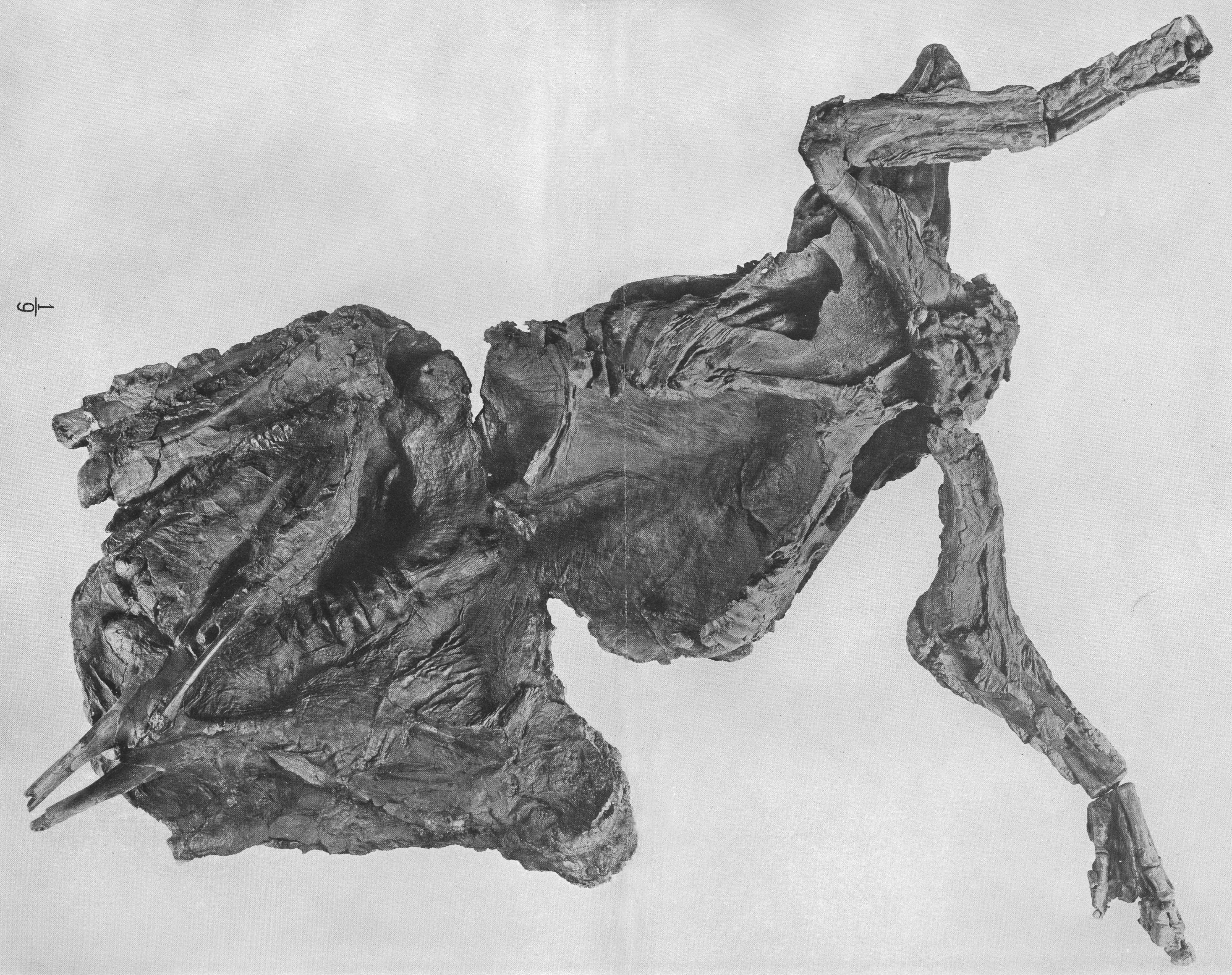
A múmia do Edmontosaurus, foto da publicação de 1912.

A Múmia do Edmontosaurus é uma múmia de dinossauro formada naturalmente e que está excepcionalmente bem preservada. Ela foi descoberta em 1908 em Wyoming nos Estados Unidos e foi atribuída a espécie dos Edmontosaurus annectens (originalmente conhecida como Trachodon annectens), um membro dos Hadrosauridae (“dinossauro bico-de-pato”). A Múmia do Edmontosaurus é o primeiro fóssil de dinossauro a ser encontrado com uma grande parte de seu esqueleto coberto com impressões de pele, dando origem ao nome “Múmia de Dinossauro”. A maneira incomum na qual esse fóssil ficou preservado com tantos detalhes fez com que cientistas formassem substancialmente a representação biológica dos Hadrossaurídeos. Impressões de pele encontradas entre os dedos da múmia foram interpretadas como membranas natatórias, na qual serviu para reforçar o argumento que diz que os Hadrossaurídeos eram animais aquáticos. Hoje essa teoria não é mais aceita. 
A múmia foi descoberta e escavada pela família Sternberg (Charles H. Sternberg e filhos), na qual é famosa pelas suas numerosas descobertas, especialmente pelos fósseis de dinossauros. Hoje a múmia se encontra em exibição no Museu Americano de História Natural (AMNH) em Nova Iorque, o seu número de exemplar é AMNH 5060. Em 1910 a família Sternberg encontrou uma segunda múmia de Edmontosaurus no mesmo local, e a vendeu para o Museu de História Natural Senckenberg em Frankfurt am Main, aonde está exposta até hoje.

## A Descoberta

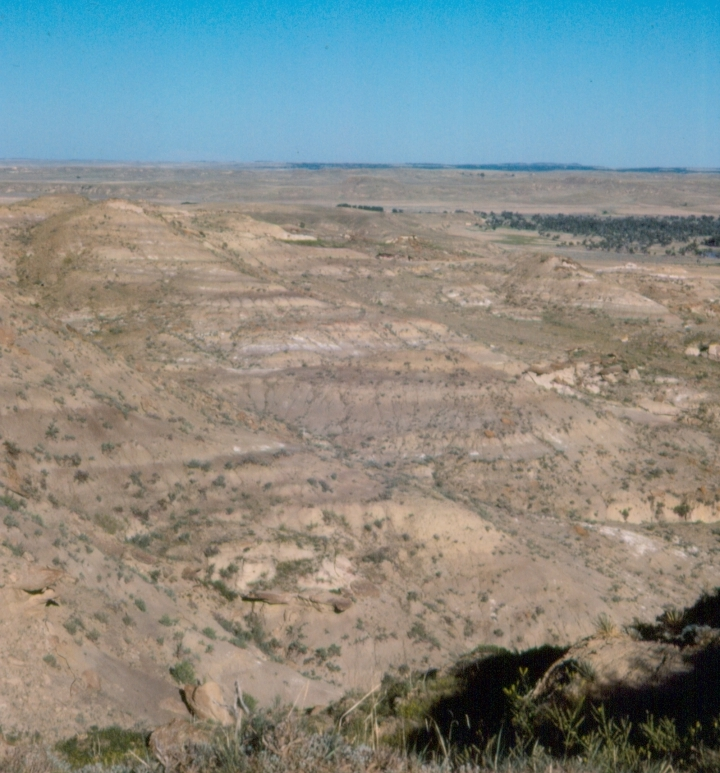
Terras baldias (Badlands) da Formação Lance.

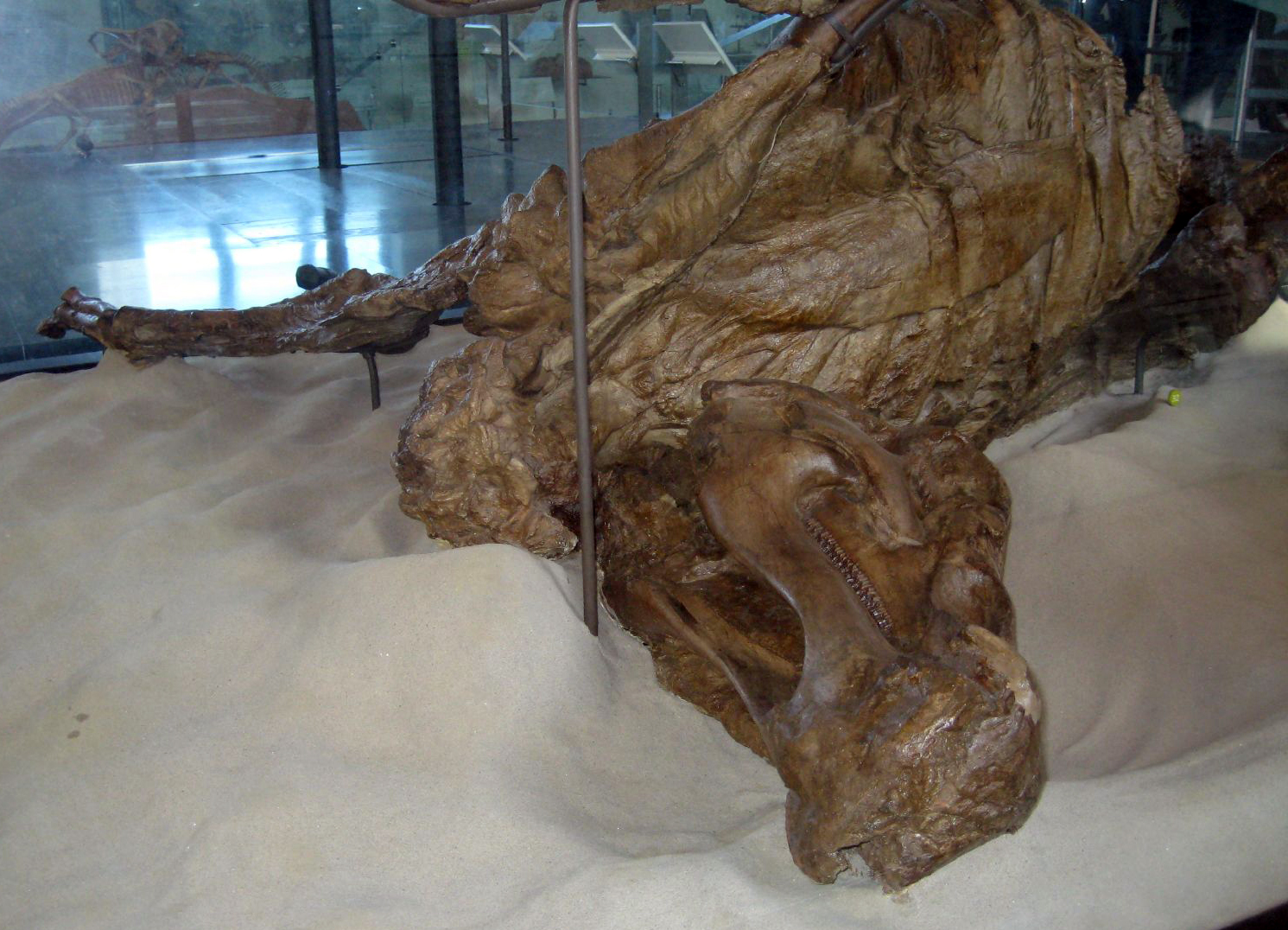
A múmia do Edmontosaurus no Museu Americano de História Natural, Nova Iorque (2008).

A Múmia do Edmontosaurus foi descoberta e escavada em 1908 por Charles Hazelius Sternberg e seus três filhos, George, Charles e Levi. Sternberg era um casador de fósseis independente, que oferecia seus achados a venda a vários museus na America do Norte e Europa. Seus filhos começaram a trabalhar primeiro como assistentes de Sternberg, todavia conseguiram mais tarde por si só se tornarem Paleontólogos reputados. Em 1908 Sternberg queria explorar uma nova área, o Lance Creek no leste de Wyoming. De antemão Sternberg procurava clientes para comprar possíveis achados de fósseis, e escreveu ao Museu de História Natural de Londres, dizendo que ele sabia aonde em Wyoming encontrar um fóssil de dinossauro com chifres, ou mais conhecido como Tricerátops. O museu concordou com a proposta, e eles iriam comprar as descobertas de fósseis se alguma fosse feita. A expedição Sternberg saiu de seu domicílio no Kansas e partiu de viagem no começo do ano, chegando na região do Lance Creek em julho. Estava planejado a ser explorado uma área de 2590 quilômetros quadrados localizada no norte do Rio Platte Norte e ao sul do Rio Cheyenne no Condado de Converse (hoje Condado de Niobrara). As terras baldias também chamadas de Badlands predominantes neste local expõe a camada do estágio Maastrichtiano da época Superior Cretácea, na qual é conhecida hoje como Formação Lance. O local já tinha anteriormente sido bastante explorado por expedições paleontólogas e antes de começar suas buscas Sternberg ficou sabendo que o Museu Americano de História Natural já avia trabalhado no local por muitos anos sem ter sucesso.
As primeiras semanas da expedição não tiveram resultados. Sternberg escreveu em seu livro The Life of a Fossil Hunter: 
“Dia após dia tendo muita fé a gente segue lutando bravamente. Toda noite os meninos respondem a minha questão inquietante, O que vocês encontraram? Nada.”
Mas no fim de agosto Sternberg finalmente se deparou com um chifre degradado pelo tempo saindo de uma rocha, a escavação subsequente trouxe a luz um crânio de 19 centímetros (7.5 pol) pertencente a um Tricerátops. Logo depois enquanto sondavam uma área ainda não explorada, George encontrou ossos saindo de uma rocha e nos arredores Levi encontra ainda mais ossos que aparentemente pertenciam ao mesmo esqueleto. A essa altura o grupo já tinha se deslocado 105 quilômetros do seu acampamento e as provisões estavam acabando. Sternberg então instruiu George e Levi a removerem com cuidado a parte de arenito acima do esqueleto, para que mais tarde junto a Charles poderem o levar até Lusk aonde comprariam mais provisões e enviariam o crânio de Tricerátops para o Museu Britânico. No terceiro dia depois da partida de seu pai, George e Levi já reconheceram que estavam diante a um exemplar aparentemente completo no qual se encontrava deitado de costas. Quando George removeu um grande pedaço de arenito da região do peito do esqueleto, ele descobriu para sua surpresa uma impressão de pele em condições quase perfeitas. Em 1930 o George escreveu: 
“Imagina o sentimento que me tomou quando eu me toquei que aqui pela primeira vez um esqueleto de dinossauro foi descoberto embrulhado em sua própria pele. Aquela noite eu não consegui nem dormir.”
Quando Sternberg finalmente voltou no quinto dia, George e Levi não tinham mais o que comer, nos últimos dois dias ele tiveram que sobreviver somente de batata. Mas apesar de tudo eles removeram por completo o arenito que se encontrava sobre o esqueleto, a escavação no fim media 3,6 metros de largura por 4,5 metros de comprimento e tinha 3 metros de profundidade.
Quando Henry Fairfield Osborn, diretor do Museu Americano de História Natural soube da descoberta, ele mandou imediatamente o funcionário e paleontólogo Albert Thomson a Wyoming para assegurar o fóssil. Osborn sabia do acordo entre Sternberg e o Museu Britânico, contudo ele apelou pro patriotismo de Sternberg e lhe prometeu uma exibição permanente do fóssil. Quando Thomson chegou ao local, ele foi incapaz de avaliar o fóssil pois ele já estava encaixotado e pronto para transporte. No mesmo dia o diretor do Museu Carnegie de História Natural chegou a Lusk também interessado em comprar o fóssil, o que fez com que Osborn se apressasse a comprar o espécime por qualquer que fosse o valor. Se estima que por fim o museu comprou a múmia por US$ 2 mil dólares o equivalente a US$ 65 mil dólares nos dias atuais (2022). No Museu Americano a limpeza das impressões de pele foram completadas pelo preparador Otto Falkenbach. Subsequentemente junto a Barnum Brown, Osborn publicou três artigos científicos sobre a múmia nos anos de 1911 e 1912. Na exibição, cercada por uma proteção de vidro, a múmia está exposta na mesma posição em que foi encontrada, nenhuma parte perdida do fóssil foi reconstruída. Hoje ele é considerado um dos items mais importantes do museu.

## Importância e Classificação

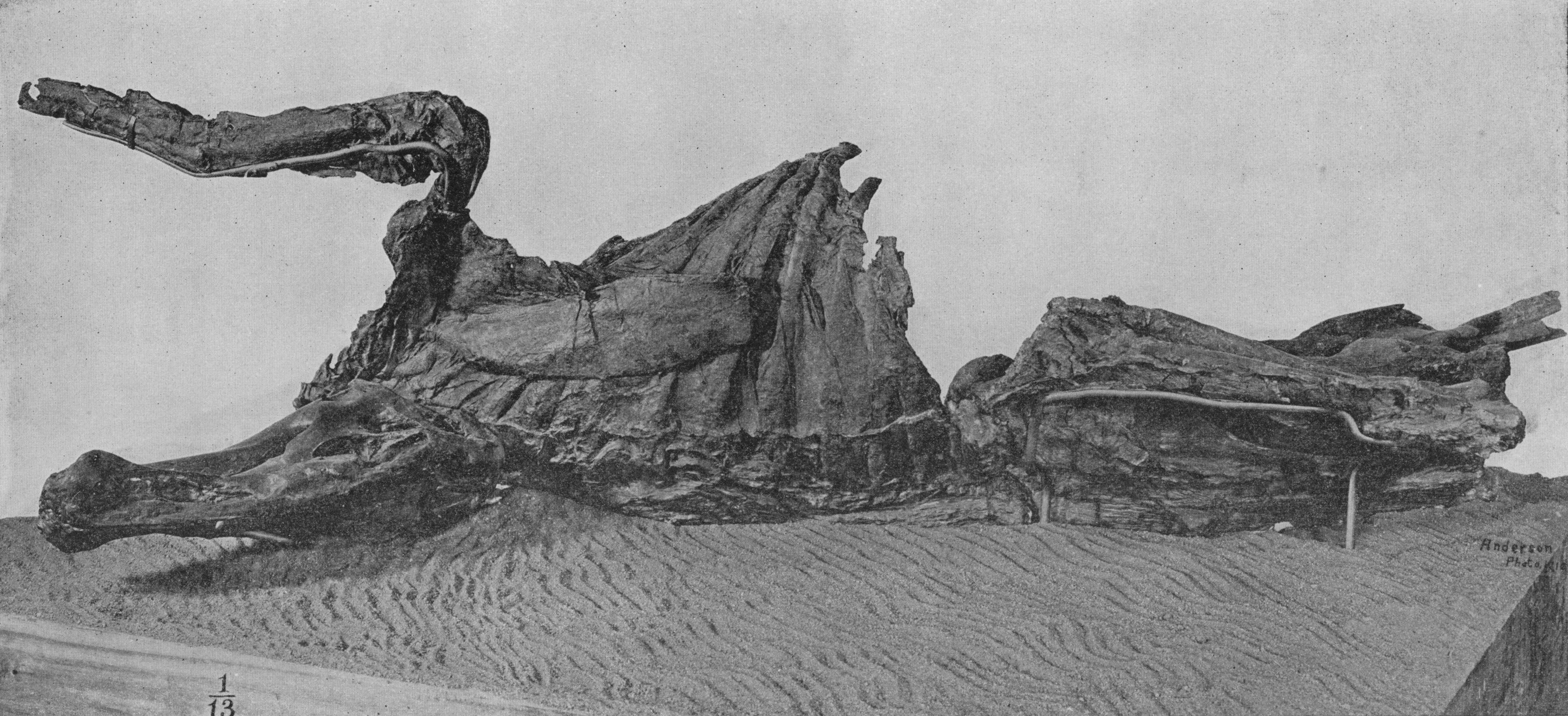
A Múmia do Edmontosaurus vista de lado.

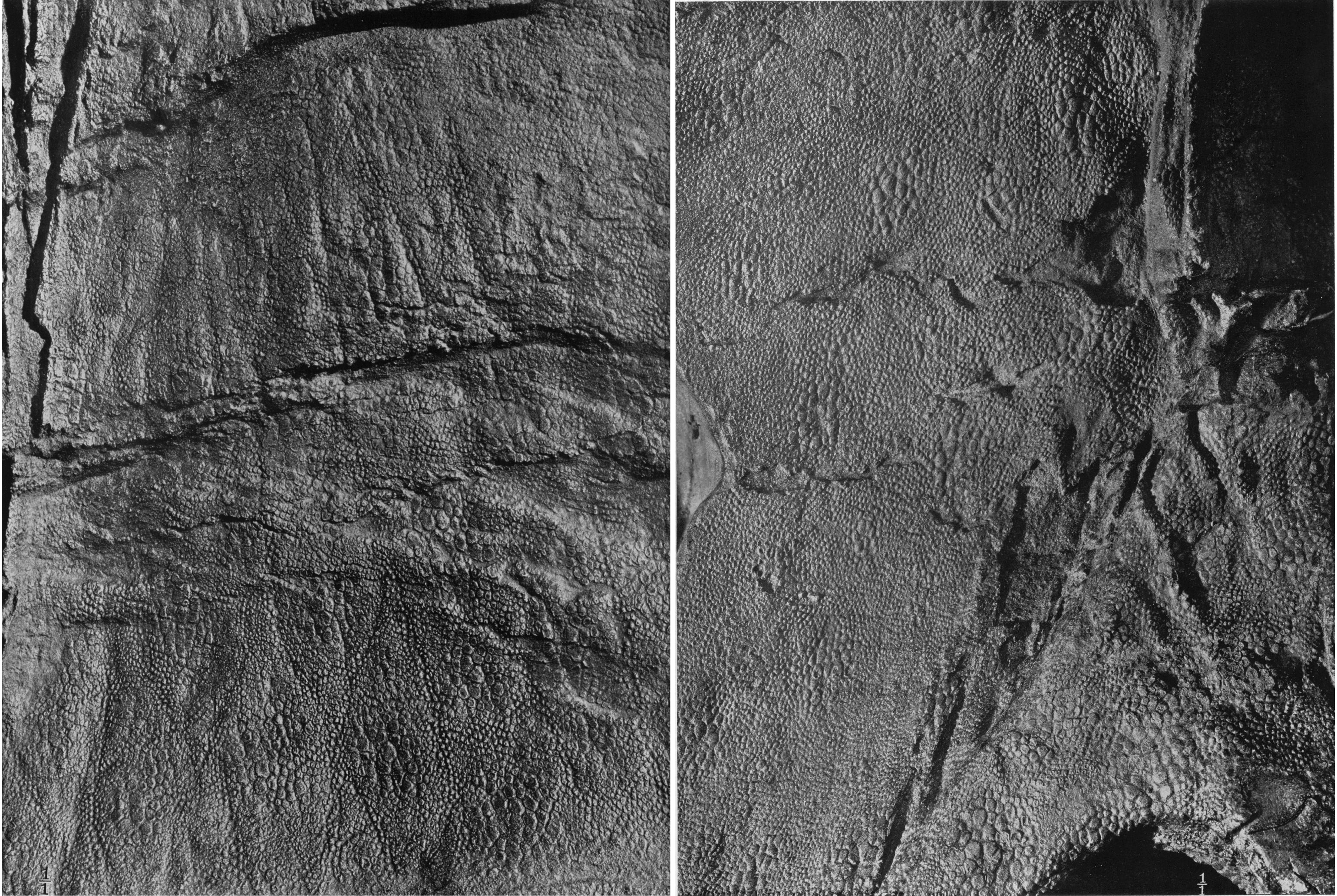
Impressões de pele da múmia.

O valor científico da múmia se da ao seu nível anormal de preservação, tanto de seus ossos ainda ligados anatomicamente no seu lugar de origem, quanto para os extensos restos de pele envoltos a espécime. Osborn escreveu em 1911: 
“Essa maravilhosa espécime, nos da quase o dobro de compreendimento nos hábitos e a maneira de viver de um notável grupo de répteis.”
Como as impressões de pele dos Hadrossaurídeos eram antes conhecidas somente por alguns fragmentos, a Múmia do Edmontosaurus envolta com impressões de pele se tornou uma sensação paleontóloga. Osborn escreveu em 1912, que o famoso holótipo do Trachodon mirabilis (AMNH 5730), que foi descoberto por Jacob Wortman em 1884, era do mesmo modo, originalmente  embrulhado em impressões de pele, mas quando ele foi escavado a sua maioria foi destruída, por isso não mais de três fragmentos da região da calda remanesceram. Como Osborn comentou, é muito difícil de detectar uma camada tão fina de pele em uma escavação. Muitos fósseis de pele podem ter sido perdidos nos anos anteriores, mesmo por não serem esperados ou ainda também por não serem reconhecidos.
A Múmia do Edmontosaurus foi classificada como Hadrosauridae (“dinossauro bico-de-pato”), um grupo pertencente aos Ornithischia. Barnum Brown identificou a múmia no começo como Trachodon annectens. Na época, o gênero Trachodon englobava quase todas os achados de Hadrossaurídeos. A partir de 1942 a múmia entrou para então nova espécie dos Anatosaurus copei, na qual em 1990 ganhou seu próprio gênero Anatotitan. Hoje o Anatotitan copei é visto por uma grande parte dos pesquisadores como uma espécie idêntica aos Edmontosaurus annectens. Uma grande parte das impressões de pele de dinossauros são referenciadas a dos Hadrossaurídeos. Na América do Norte, fósseis de Hadrossaurídeos do estágio Maastrichtiano são encontrados com impressões de pele 31 vezes mais frequentes do que qualquer outro grupo. O motivo para essa distribuição não é claro. De todas as impressões de pele dos Hadrossaurídeos, 25% pertencem ao gênero dos Edmontosaurus.

## Descrição e Interpretação

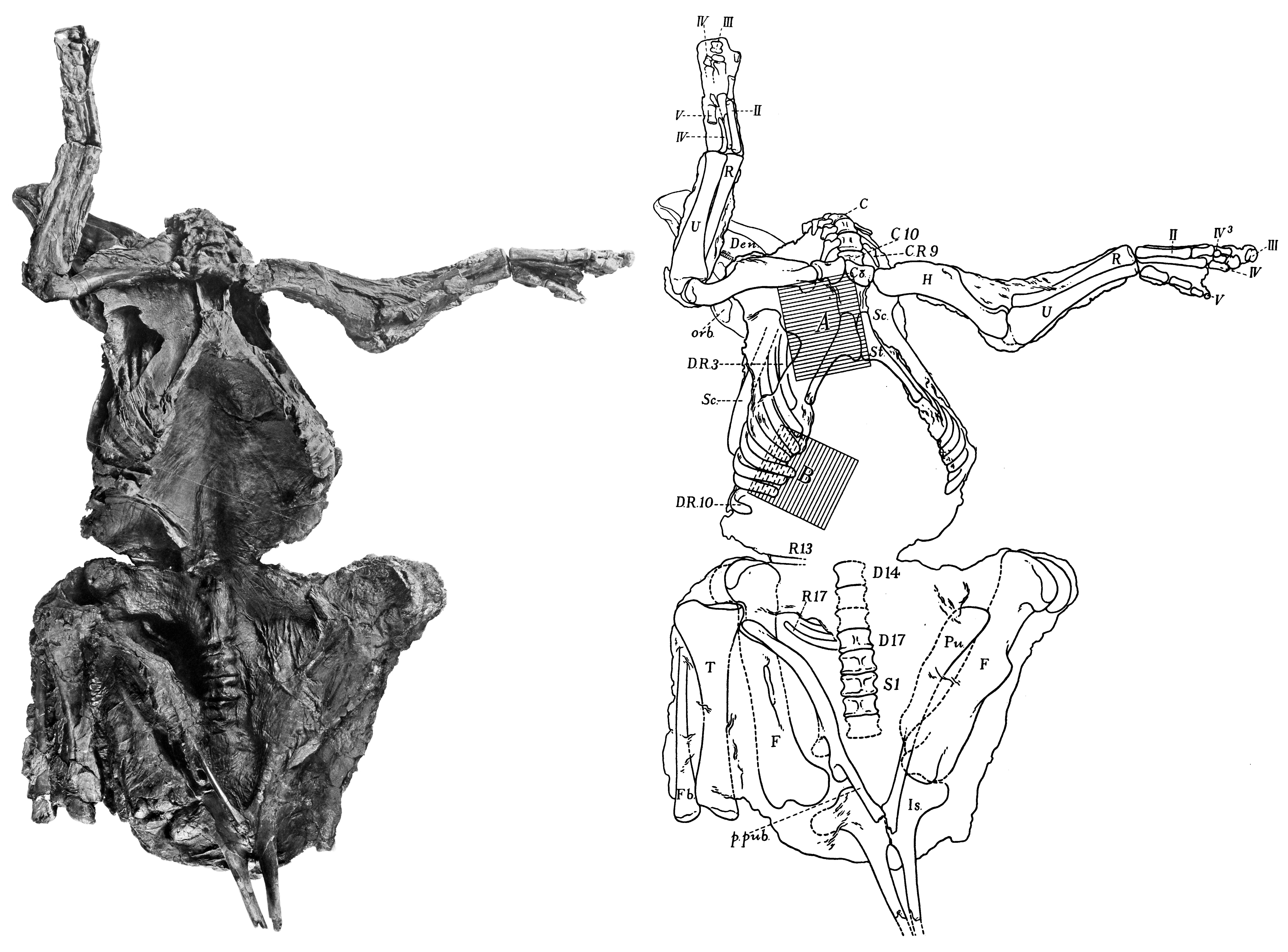
Rascunho da múmia, vista ventral.

A múmia está em sua maior parte muito bem conservada e os ossos ainda se encontram conectados ao seu lugar anatômico de origem. Partes como, as patas traseiras, um pedaço traseiro da pélvis e a cauda se desfizeram devido a erosões já antes da descoberta. Fósseis são frequentemente achatados durante o processo de fossilização, no entanto a Múmia do Edmontosaurus está preservada tridimensionalmente. O exemplário está de costas, com a cabeça e o pescoço para baixo e virada para o lado direito do corpo. Os joelhos estão puxados para cima, enquanto as pernas dianteiras estão estendidas para fora. A caixa torácica está aberta e quase dois terços do total da superfície de pele se encontra em excelente condições, na qual levou Osborn a nomear ela como “Múmia de Dinossauro”. As impressões de pele estão fortemente pressionadas sobre os ossos e parcialmente sugadas para dentro do corpo entre os ossos. Provavelmente o esqueleto estava inteiro coberto por impressões de pele quando foi descoberto, nas quais no entanto foram parcialmente destruídas durante a escavação. As impressões de pele se encontram na região das pernas dianteiras, pescoço e garganta, no tórax e também do lado direito do tronco. Sternberg notou também a preservação de impressões de músculo. Kenneth Carpenter alegou em 2007 que impressões de órgãos internos também estavam presentes, mas para provar está possibilidade seriam necessários análises bem detalhadas de tomografia computadorizada e raio-x.

### Pele

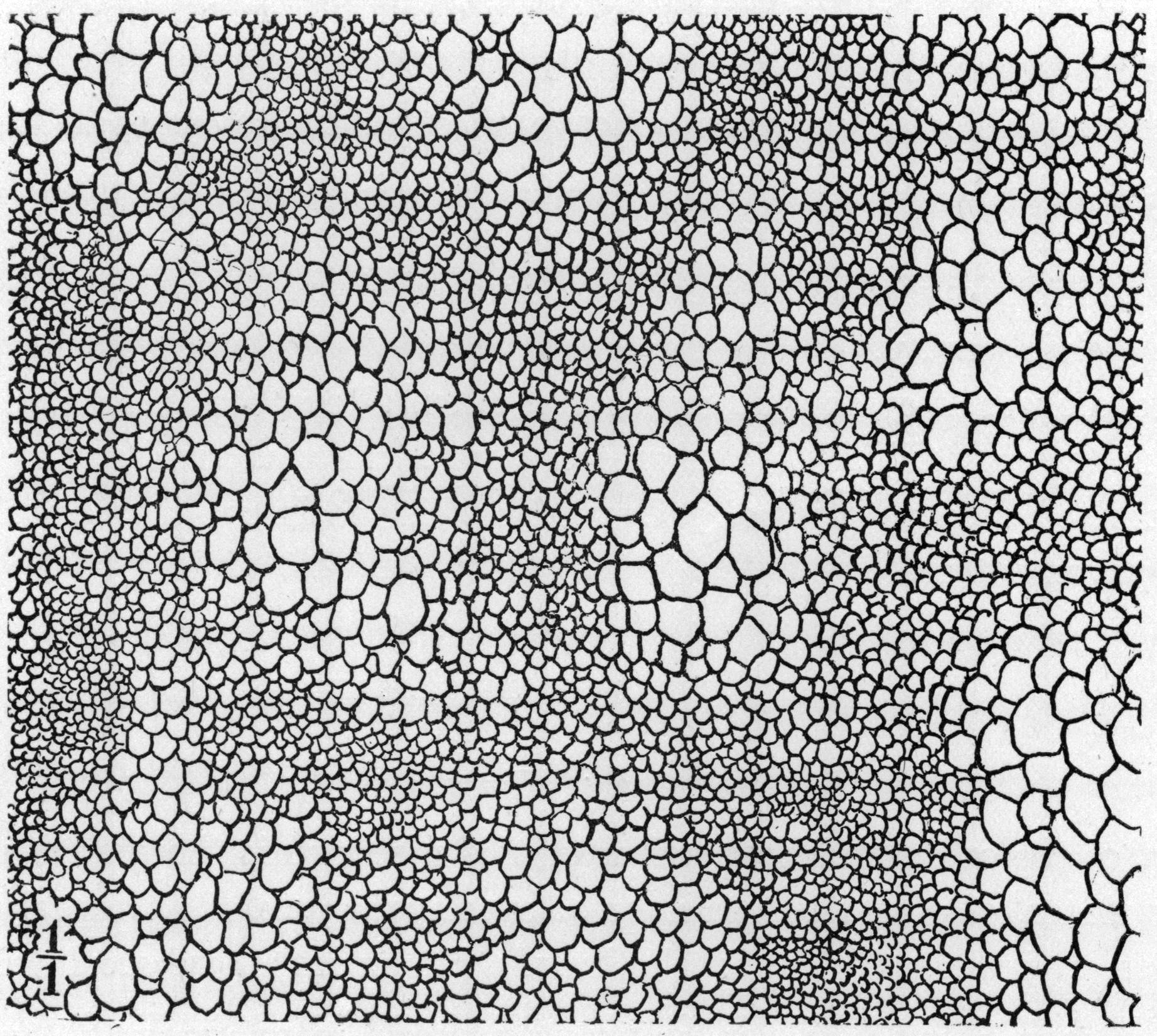
Desenho de uma parte da pele na região da barriga.

A pele da múmia aparenta ser muito fina e delicada em relação ao tamanho de seu corpo. Como típico para dinossauros, a pele é composta por escamas que não se sobrepõe, chamadas de tubérculos. A base é formada por “tubérculos de base” arredondados de 1 a 3 mm de diâmetro, nos quais são interrompidos por conjuntos de “tubérculos de pavimento” poligonais, medindo até 5 mm de diâmetro cada. Os conjuntos podem ser compostos por vinte ou até mais de cem “tubérculos de pavimento”. Eles são cercados por tubérculos intermediários, mediando em tamanho e forma entre o tubérculo de base e o de pavimento. No peito e na região da barriga os conjuntos são pequenos, em formato oval e dispostos em filheiras irregulares longitudinais. Dos lados do tronco eles são maiores tendo um tamanho de 5 a 10 centímetros e em formas irregulares. Os maiores conjuntos se encontram na parte superior da pélvis e medem 50 centímetros em diâmetro, supostamente toda as costas era coberta por conjuntos de tamanhos parecidos.
Em geral, músculos e articulações eram ocupados por tubérculos pequenos para proporcionar mais flexibilidade – os tubérculos maiores se encontram nas partes mais pressionadas aos ossos. As maiores escamas ainda preservadas se encontram do lado exterior do braço, em forma poligonal esses tubérculos chegam medir até um centímetro de diâmetro. Do contrário, a parte interior do braço era completamente coberta por tubérculos pequenos. A coxa mostra igualmente tubérculos relativamente pequenos do lado interior, já do lado exterior nenhuma impressão de pele sobreviveu ao degradar do tempo. Na cabeça só se encontram impressões de pele na parte interior da fenestra temporal do focinho. Aqui a pele é lisa e rugosa, sem nenhum tubérculo. Uma depressão da pele na parte da frente da fenestra temporal, poderia indicar a posição da abertura carnosa nasal.

### Crista Nucal e Dorsal

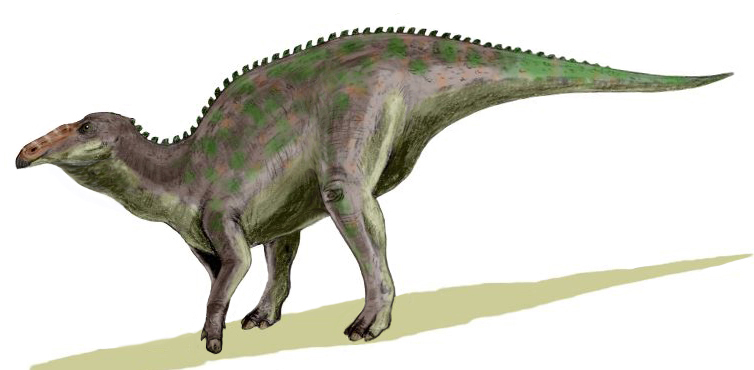
Reconstrução artística do Edmontosaurus annectens, monstrando os sementos de cristas nucal e dorsal.

Na parte acima da espinha cervical se encontra uma impressão de pele preservada com 25 cm de comprimento e de 7 a 8 cm de profundidade. Osborn interpretou essa área como parte de uma crista ornamental, na qual se estende ao longo da linha do meio do pescoço e das costas. A crista acima da articulação vertebral é formada em dobras, na qual facilita a mobilidade do pescoço, e dando a aparência de um adorno plissado. As áreas entre as dobras da crista são ocupadas por conjuntos ovais de tubérculos de pavimento. Osborn observou, que a ponta de cima da crista foi destruída durante as escavações e por isso não é mais possível identificar a altura da crista. Supostamente a crista se estendia para cima por mais uma filheira de conjuntos. Stephen Czerkas argumentou em 1997, que a crista nos animais vivos não eram dobradas. As dobras são consequências do processo de mumificação dos ligamentos da nuca. Em 1984 o fóssil de Edmontosaurus descrito por John Horner mostra, que no mínimo as pontas das cristas na parte da calda são segmentadas por filheiras regulares de lóbulos retangulares.

### Pata

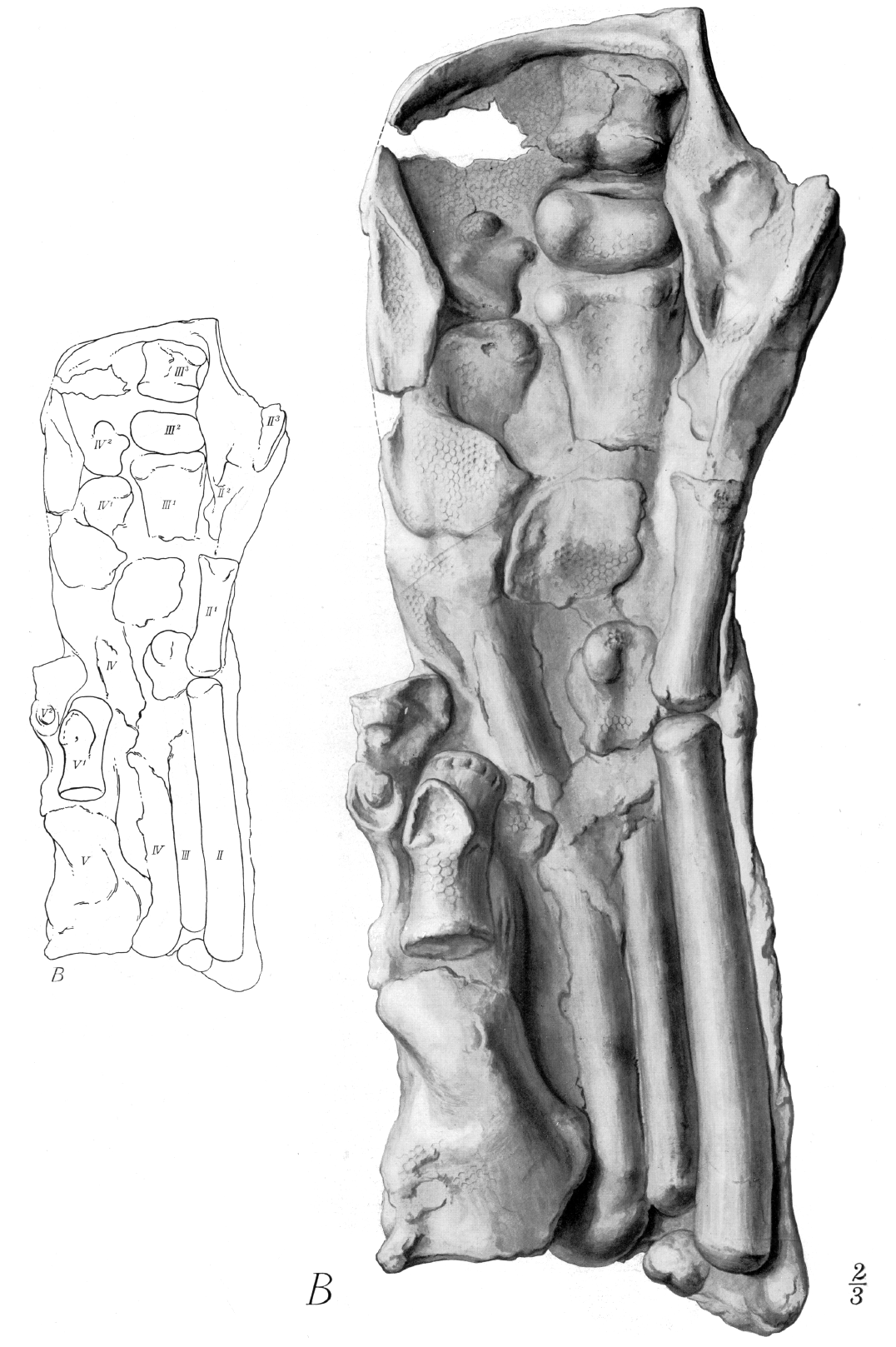
Desenho da parte de baixo da pata direita. Pode se observar os ossos do meio da pata e dedos contidos por uma capa de pele.

A Múmia do Edmontosaurus possibilitou pela primeira vez uma reconstrução acurada do esqueleto da pata de um Hadrossaurídeo. Em 1912 Barnum Brown mostrou, que o carpo da pata não consistem de duas filheiras completas de ossos do carpo, e como Othniel Charles Marsh supôs em sua reconstrução bem difundida de 1982, que sim estão presentes somente dois ossos do carpo. Esses elementos estão sobrepostos diretamente um no outro e acima do terceiro metacarpo. Provavelmente isso indica a posição original em vida, pois os ossos se encontram na mesma posição nas duas mãos. Além disso Brown indicou, que o primeiro dedo está faltando e que os dedos 2, 3, 4 e 5 consistem de três falanges. Marsh reconstruiu o primeiro dedo com apenas duas falanges, e o quinto dedo não estava presente em sua reconstrução.
Os dedos da múmia são ligados parcialmente uns aos outros por uma capa de impressão de pele. Osborn argumentou em 1912, que essas capas de pele se tratam de membranas natatórias e que as patas dianteiras agiam como remos, o que insinuou a um possível estilo de vida aquático dos Edmontosaurus e de outros representantes dos Hadrosauridae. As membranas natatórias ligariam não somente os dedos uns aos outros, mas também se estendiam em até cinco centímetros além das pontas dos dedos. É de se observar também que além disso faltam cascos bem vincados e grandes almofadas das patas dianteiras – características, que são de se esperar em um animal primeiramente terrestre. Em 1910 a Múmia de Senckenberg foi também outro exemplar de Trachodon descoberto com membranas natatórias. Enquanto a hipótese de um animal com estilo de vida aquático era vista antes como controversa e especulativa, com a descoberta dessas duas múmias se estabeleceu um consenso científico inquestionável. Charles H. Sternberg escreveu em 1917:  
“Com muita relutância eu estava deixando de acreditar nas ideias de Marsh e Cope, eles acreditavam que esses animais viviam na terra, se alimentando de folhagens delicadas de árvores... Hoje acreditam em ideias completamente diferente... Esses bico-de-patos viviam na água em vez da terra, e consequentemente eles tinham uma pele fina e nadadeiras fortes, ou melhor dizendo patas com membranas natatórias.”
Somente em 1964 John H. Ostrom monstrou duvidar dessa hipótese. Ostrom pode demonstrar, que Hadrossaurídeos não se alimentavam de delicadas plantas aquáticas como se suposto, mas que seu elaborado sistema mastigatório era construído para esmiuçar plantas resistentes como as Coníferas. A anatomia do esqueleto veio a indicar uma alta especialidade de locomoção em terra sobre duas pernas. Ostrom notou, que os Hadrossaurídeos não mostravam ter nenhum Osteoderma ou estruturas parecidas para a defesa contra predadores, como é encontrado em muitos outros dinossauros herbívoros. Com isso as membranas natatórias possivelmente tinham a função de ajudar na fuga pela água em caso de perigo. Robert Bakker em 1986 argumentou por fim, que o animal não tem nenhuma membrana natatória e que na verdade entre os dedos se constituíram os restos de pele das almofadas da pata, que foi ressecada e achatada durante o processo de mumificação. Em dias atuais semelhantemente, pode-se encontrar múmias de camelo com os mesmos efeitos nas almofadas da pata. Fora isso, os dedos eram curtos e mal poderiam se esticar uns dos outros, no qual se diferenciam fundamentalmente de animais com nadadeiras de hoje em dia, como por exemplo os patos que tem dedões longos e afastados. Bakker resumiu:
“Longe de serem os melhores, os bico-de-pato deviam ser os mais desajeitados e mais lentos nadadores de toda a Dinosauria.”
Hoje a hipótese das membranas natatórias é vastamente refutada.

### Tendões Ossificados e Conteúdo do Estômago

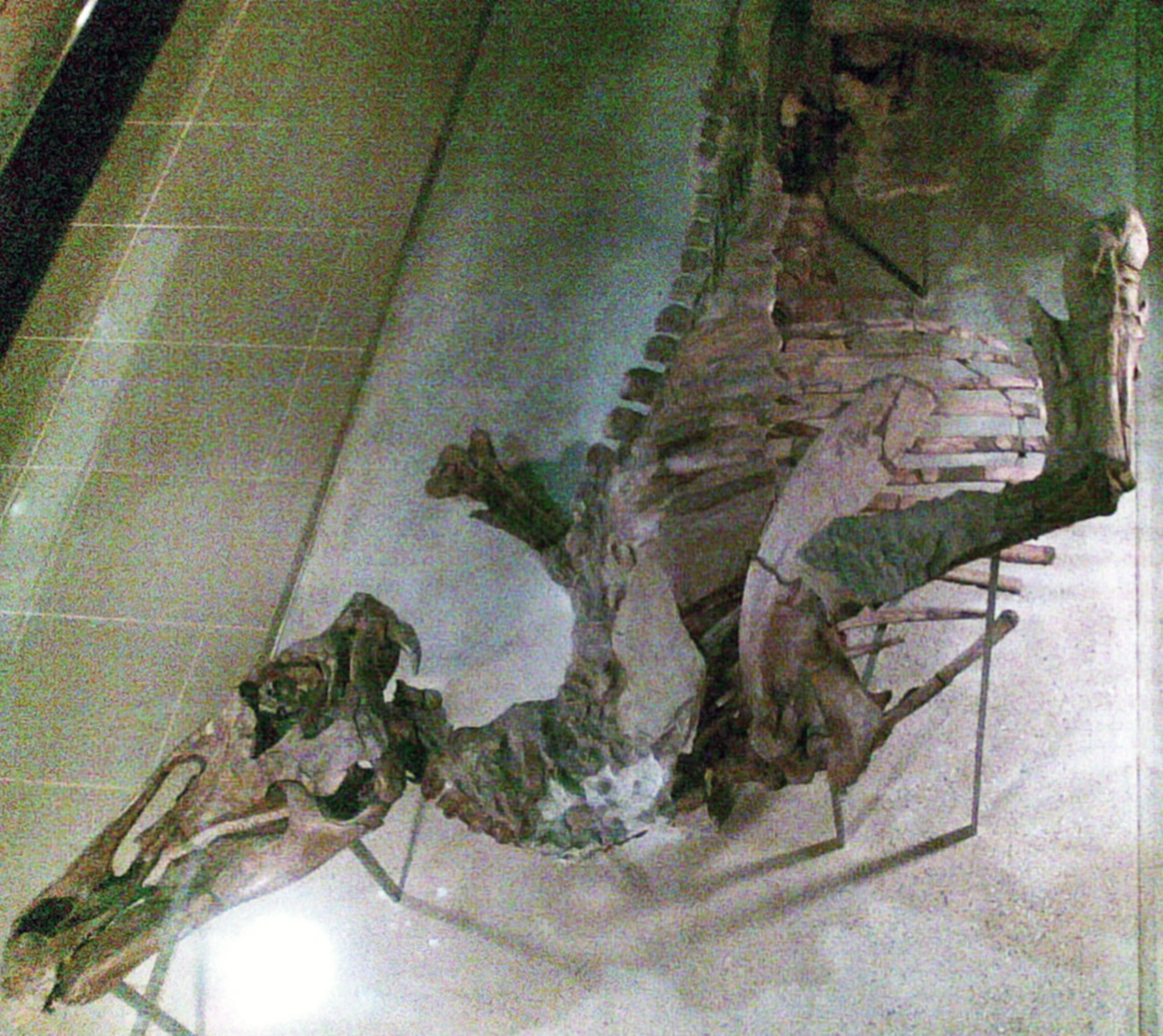
A Múmia de Senckenberg em Frankfurt am Main.

Charles H. Sternberg identificou em 1909, que alongo da espinha dorsal estavam preservados centenas de tendões ossificados da grossura de um lápis. Sternberg especulou, que esses tendões serviam de proteção e não poderiam ser penetrados pelas garras de dinossauros predadores como as do contemporâneo Tiranossauro. Hoje se sabe, que estes tendões endureciam a coluna vertebral, provavelmente servindo para neutralizar as forças de flexão da coluna ao caminhar. Apesar de uma grande parte da gauda da múmia não ter sido preservada, é visto em outras espécimes de Edmontosaurus que esses tendões também serviam para endurecer a cauda.
Fora isso Sternberg reportou sobre restos de comida carbonizadas, que foram encontradas na região do estômago da Múmia do Edmontosaurus. Uma análise dos restos não foi feita até hoje. Kräusel em 1922 examinou uma concretização de matérias marrões de plantas na Múmia de Senckenberg, que essencialmente eram formadas de agulhas e galhos de coníferas. Nas duas múmias não se pode ter certeza da possibilidade, que as matérias de planta foram arrastadas para dentro da cavidade abdominal somente depois da morte do animal.

### Padrão de Cores
Osborn observou em 1912, que os conjuntos de “tubérculos de pavimento” na parte de cima do tronco e dos membros eram bem mais numerosas do que na parte debaixo. Consequentemente eles dominariam os lugares com mais contato com a luz solar. Nos répteis que vivem nos dias atuais, as regiões expostas ao sol são aonde se encontram mais pigmento no corpo. Com essa observação Osborn levantou a hipótese de uma relação entre a pigmentação e as escamas: Assim os “tubérculos de pavimento” poderiam representar uma região de cores mais escuras sobre uma base clara. A irregularidade na distribuição dos tubérculos iria indicar um padrão de cores irregular. Os padrões mais elaborados se encontrariam na crista nucal. No entanto Osborn admitiu, que nos lagartos dos dias de hoje, a distribuição de pigmentos são totalmente independentes do tipo de escama. Hoje pesquisadores concluíram, que não é possível afirmar sobre um padrão de cores.

## Tafonomia
Diferentes autores se ocupam com a pergunta, o que levou a morte do animal e quais condições levaram a essa boa preservação tão incomum. Em 1909 Charles H. Sternberg e também em 1970 Charles M. Sternberg assumiram que a morte ocorreu na água. Pois depois da morte os gases acumulados na região da barriga teriam feito com que o cadáver flutuasse, fazendo com que a barriga apontasse para cima e a cabeça se movesse para baixo dos ombros. Depois de afundar e se alocar em seu ponto final, o cadáver foi atulhado por sedimentos. A pele teria sido sugada para dentro da cavidade do corpo devido ao peso dos sedimentos ou pela liberação dos gases. Osborn sugeriu um cenário diferente em 1911: O animal teria morrido de causas naturais e o cadáver teria ficado por um longo tempo exposto ao sol em um leito de rio seco, longe dos olhares de carniceiros. Músculos e vísceras teriam secado completamente e com isso se encolhido, fazendo com que a pele dura e corácea afundasse, e no fim se aderindo fortemente junto aos ossos. A então múmia natural teria sido no fim da temporada de secas levada por uma torrente repentina, e transportada por um percurso até se alocar em seu leito e ser rapidamente coberta por sedimentos. Os sedimentos com grãos bem finos como areia fina e argilominerais, teriam levado a perfeita impressão das filigranas na estrutura da pele, antes que a pele dura viesse a amolecer. Hoje essa hipótese de Osborn é a considerada a mais provável.

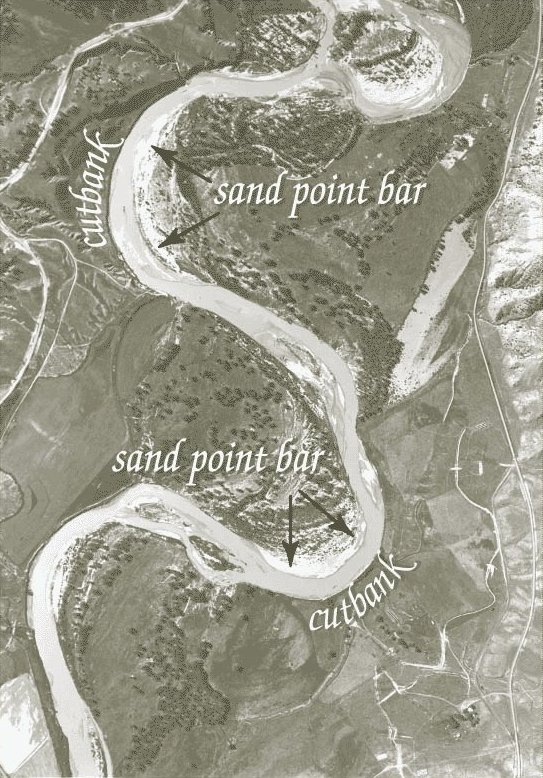
Imagem aérea de um rio meandrante. “Sand point bar“ é a margem aonde se acumula o alúvio. “Cutbank” é a margem aonde ocorre continua erosão.

Sobre a causa da morte do animal só podemos especular. Kenneth Carpenter em 2007 sustentou, que a causa mais provável teria sido a morte por fome durante um período de seca, pois de maneira semelhante cadáveres com a pele afundada até os ossos são encontrados durante secas em dias atuais. Fora isso os cadáveres não foram danificados por carniceiros. Uma circunstância semelhante pode ser observada em secas hoje em dia, isso é quando a seca mantêm os carniceiros longe da área afetada ou quando o acúmulo de cadáveres é tão grande, que os carniceiros não conseguem mais cooperar. Por fim Carpenter notou, que os Artiodátilos hoje em dia são bem ligados a água durante a seca, para assim não sofrerem de superaquecimento. A maior causa de morte destes animais durante a seca é por fome, e não por sede. A Múmia do Edmontosaurus foi descoberto em sedimentos de rio, logo o animal teve que ter morrido perto de um rio ou no mínimo no leito de um rio seco.
Os sedimentos do local da descoberta foram acumulados por um rio meandrante. Esse tipo de rio muda constantemente seu percurso, no qual a curva externa do rio sofre erosão e a curva interna acumula sedimentos. A curva interna forma uma sequência de sedimentos bem característica, conhecida como barra em pontal. Carpenter concluiu baseado em uma foto feita durante a escavação, que o fóssil foi descoberto dentro de uma barra em pontal, e que o cadáver teria sido embebido durante uma enchente no fim de um período de seca. Segundo Carpenter um fator bem significante para o enterramento rápido é justificado pelo cadáver ser visto como um obstáculo pela correnteza: Com o circular de água em torno da carcaça, a correnteza ganharia mais velocidade, promovendo a remoção de sedimentos em seu entorno. O cadáver iria então sucessivamente cair dentro da depressão formada. Os sedimentos que proporcionariam o avanço do enterramento viriam de colapsos da curva externa do rio ocorridos rio acima, no qual é indicado pela alta quantidade de argila encontrada nos arenitos. A carga de sedimentos teria sido depositada em especialmente com o desfazer da torrente, quando a velocidade e o poder de transporte do rio diminuíram. Com isso o cadáver teria sido embebido em questão de algumas horas ou no máximo em poucos dias.
O processo de tafonomia que ocorreu depois do enterramento, é difícil de se reconstruir, porque hoje não existe mais nenhuma amostra de solo que ficava ao redor imediato da múmia. Provavelmente depois do enterramento, se iniciou uma decomposição bacteriana lenta do cadáver, no qual se encontrava novamente úmido. Carpenter frisou, que a excelente conservação do fóssil foi primeiramente possível por causa da biomineralização, um processo onde minerais são criados por bactérias. Esses minerais teriam solidificado a areia rica em argila que se encontrava ao redor da múmia, possibilitando a sua conservação tridimensional bem incomum. Ao mesmo tempo, o sedimento solidificado serviria para bloquear o contato entre a areia e o cadáver, assim preservando a pele como impressões. Além disso, a mineralização ancorou os ossos nas suas posições anatômicas, impedindo então que eles se deslocassem pelo avanço da decomposição dos tecidos moles.
Os minerais mais importantes formados depois do enterramento foram o carbonato de cálcio (Calcita) e o carbonato de ferro (Siderita), no qual se oxida em Limonite e é responsável pela cor avermelhada da múmia. Depois de uma decomposição mais ou menos completa do tecido mole, um espaço oco no sedimento solidificado remanesceu, no qual subsequentemente foi preenchido por areia junto as impressões de pele que se formaram na parede interna da cavidade. Num processo comum de diagênese essa areia também viria a se solidificar. Assim podemos comparar em até certo nível que a Múmia do Edmontosaurus apresenta semelhanças com a formação de fósseis petrificados de animais marinhos invertebrados com exoesqueletos.

## Literatura Referencial
- Kenneth Carpenter: How to Make a Fossil: Parte 2 - Dinosaur Mummies and Other Soft Tissue. Em: The Journal of Paleontological Science. 2007. Pág. 5-14.
- Phillip Lars Manning: Grave Secrets of Dinosaurs: Soft Tissues and Hard Science. National Geographic, Washington, D. C. 2008, Capítulo quatro: Dinosaur Mummies.
- Henry Fairfield Osborn: Integument of the Iguanodont Dinosaur Trachodon. Em: Memoirs of the American Museum of Natural History. Vol. 1, 1912, Pág. 30-54.
- Henry Fairfield Osborn: A Dinosaur Mummy. Em: The American Museum Journal. Band 11. Nova Iorque 1911, Pág. 7-11.
- Katherine Rogers: The Sternberg Fossil Hunters: A Dinosaur Dynasty. Mountain Press Publishing Company, 1999, ISBN 0-87842-404-0, Pág. 106-121.
- Charles H. Sternberg: The Life of a Fossil Hunter. Herny Holt and Company, Nova Iorque 1909, Pág. 270-277.